# Ninovka
Ninovka (en rus: Ниновка) és un poble de l'óblast d'Astracan, a Rússia, segons el cens del 2010 tenia 668 habitants.